# Comparación por pares
La comparación por pares generalmente es cualquier proceso de comparar entidades en pares para juzgar cuál de las dos entidades está preferido  o tiene una cantidad más grande de alguna propiedad cuantitativa o si o no las dos entidades son idénticas. El método de comparaciones por pares está utilizado en el estudio científico de preferencias, actitudes, sistemas electorales, elección social, elección pública, ingeniería de requisitos y multiagent AI sistemas.  

## Resumen
Si un individuo u organización expresa una preferencia entre dos alternativas mutuamente distintas, esta preferencia puede ser expresada como una comparación por pares.  Si las dos alternativas son x y y las siguientes comparaciones por pares son posibles:
El agente prefiere x sobre y: "x > y" o "xPy"
El agente prefiere y sobre x: "y > x" o "yPx"
El agente es indiferente entre ambas alternativas: "x = y" o "xIy"

## Transitividad
Para un agente que hace una decisión, si tiene información objetiva y las alternativas utilizadas por el agente quedan constante, entonces generalmente se supone que las comparaciones por pares sobre aquellas alternativas por la agente son transitivas. La mayoría está de acuerdo a qué es la transitividad, aunque hay debate sobre la transitividad de indiferencia. Las reglas de transitividad son como sigue debajo para un agente.
- Si xPy y yPz, entonces xPz
- Si xPy y yIz, entonces xPz
- Si xIy y yPz, entonces xPz
- Si xIy y yIz, entonces xIz

Esto corresponde a que (xPy o xIy) es un preorden total, P es el orden débil estricto correspondiente, e I es la relación de equivalencia correspondiente.

## Órdenes de preferencia
Por ejemplo, si hay tres alternativas a, b, y c, entonces los órdenes de preferencia posibles son:
- {\displaystyle a>b>c}
- {\displaystyle a>c>b}
- {\displaystyle b>a>c}
- {\displaystyle b>c>a}
- {\displaystyle c>a>b}
- {\displaystyle c>b>a}
- {\displaystyle a>b=c}
- {\displaystyle b=c>a}
- {\displaystyle b>a=c}
- {\displaystyle a=c>b}
- {\displaystyle c>a=b}
- {\displaystyle a=b>c}
- {\displaystyle a=b=c}

## Lectura más lejana
- Bradley, R.Un. Y Terry, M.E. (1952). Análisis de rango de diseños de bloque incompleto, I. El método de paired comparaciones. Biometrika, 39, 324@–345.
- David, H.Un. (1988). El Método de Paired Comparaciones. Nueva York: Oxford Prensa Universitaria.
- Luce, R.D. (1959). Comportamientos de Elección individual: Un Análisis Teórico. Nueva York: J. Wiley.
- Thurstone, L.L. (1927).  Una ley de juicio comparativo. Revisión psicológica, 34, 278@–286.
- Thurstone, L.L. (1929).  La Medida de Valor Psicológico.  En T.V. Smith y W.K. Wright (Eds.), Ensayos en Filosofía por Diecisiete Doctores de Filosofía de la 	Universidad de Chicago.  Chicago: Tribunal Abierto.
- Thurstone, L.L. (1959).  La Medida de Valores.  Chicago: La Universidad de Prensa de Chicago.
- Zermelo, E. (1928). Dado Berechnung der Turnier-Ergebnisse als ein Maximumproblem der Wahrscheinlichkeitsrechnung, Mathematische Zeitschrift 29, 1929, S. 436@–460

- Datos: Q1435712